# 深山亮
深山 亮（みやま りょう、1973年8月 -）は、日本の小説家・推理作家。群馬県富岡市生まれ。慶應義塾大学文学部卒業。
2003年7月、司法書士登録。群馬司法書士会所属。2010年、「遠田の蛙」で第32回小説推理新人賞を受賞。2012年、『読めない遺言書』で単行本デビュー。

## 作品リスト

### 単著
- 読めない遺言書（2012年5月 双葉社）
- ゼロワン 陸の孤島の司法書士事件簿（2013年11月 双葉社）
  - 遠田の蛙（初出『小説推理』2010年8月号）
  - マドンナのうしろ髪（初出『小説推理』2010年12月号）
  - 孤島の港（初出『小説推理』2013年5月号）
  - 境界（初出『小説推理』2012年4月号）
  - 紙一重（初出『小説推理』2013年12月号）

### アンソロジー
「」内が深山亮の作品
- ベスト本格ミステリ2014（2014年6月 講談社ノベルス）「紙一重」

### 雑誌掲載短編
- 蓮生あまね（双葉社『小説推理』2014年12月号）